# Julianna Margulies
Julianna Luisa Margulies (ur. 8 czerwca 1966 w Spring Valley) – amerykańska aktorka.

## Życiorys
Jest najmłodsza z trojga rodzeństwa (ma dwie starsze siostry), pochodzi z rodziny żydowskiej, jej rodzice byli potomkami imigrantów z Europy Wschodniej. Jej ojcem był pisarz i filozof Paul Eli Margulies (1935–2014). Po urodzeniu Julianny cała rodzina przeprowadziła się na dwa lata do Paryża, a następnie do Wielkiej Brytanii. Gdy Margulies miała pięć lat jej rodzina wróciła do Spring Valley, lecz po kilku latach wróciła do Wielkiej Brytanii. Studiowała historię sztuki. Ukończyła ją z tytułem licencjata uczelni Sarah Lawrence College w Bonxwill w stanie Nowy Jork. Mieszkała także przez rok we Florencji. Julianna, przez rok, pracowała jako kelnerka, a wkrótce udało jej się otrzymać rolę w filmie Szukając sprawiedliwości (Out of Justice). Partnerowała Stevenowi Seagalowi. Grała także w teatrach na Florydzie: Yale Repertory Theatre i Asolo Theathre. Występowała również w krajowych reklamach. Gościnnie zagrała w kilku serialach, m.in. w Prawo i porządek czy w Hoży doktorzy.
Największą popularność przyniosła jej rola pielęgniarki Carol Hathaway (sezon 1-6) w serialu Ostry dyżur (ER), za tę rolę w 1995 roku otrzymała nagrodę Emmy dla najlepszej aktorki drugoplanowej w serialu lub filmie telewizyjnym. Za tę rolę była także wielokrotnie nominowana do nagrody Emmy i Złotego Globu. Odeszła z serialu, gdyż chciała wrócić do Nowego Jorku, aby zająć się karierą teatralną. Za powrót do serialu proponowano jej 27 milionów dolarów, ale odrzuciła tę propozycję.
W 1998 roku została wybrana, przez magazyn „People”, do 50. „Najpiękniejszych Ludzi Świata"
W latach 2009 – 2016 grała główną rolę w serialu Żona idealna (The Good Wife, CBS). Za rolę w tym serialu otrzymała w sezonie 2010 nagrody Złotego Globu i Gildii Aktorów Filmowych dla najlepszej aktorki w serialu dramatycznym.

## Filmografia
Filmy fabularne
- 2009: City Island jako Joyce Rizzo
- 2006: Węże w samolocie (Snakes on a Plane) jako Claire Miller
- 2006: Nagrody Darwina (The Darwin Awards) jako Carla
- 2006: Beautiful Ohio jako pani Cubano
- 2005: Slingshot jako Karen
- 2003: Hitler: Narodziny zła (Hitler: The Rise of Evil) jako Helene Hanfstaengl
- 2002: Statek widmo (Ghost Ship) jako Epps
- 2002: Love Gets You Twisted jako narrator (głos)
- 2002: Evelyn jako Bernadette Beattie
- 2001: Gra w słowa (The Man from Elysian Fields) jako Dena Tiller
- 2001: Wielki dzień (The Big Day) jako Sara
- 2001: Mgły Avalonu (The Mists of Avalon) jako Morgaine
- 2001: Jenifer jako psychiatra Jenifer
- 2000: Dinozaur (Dinosaur) jako Neera (głos)
- 2000: Rodzina to grunt (What's Cooking?) jako Carla
- 1998: Jubilerka (A Price Above Rubies) jako Rachel
- 1998: Bracia Newton (The Newton Boys) jako Louise Brown
- 1997: Austin Powers' Electric Pussycat Swingers Club jako dziewczyna w klubie
- 1997: Naciągacze (Traveller) jako Jean
- 1997: Rajska droga (Paradise Road) jako Topsy Merrittt
- 1991: Szukając sprawiedliwości (Out for Justice) jako Rica

Seriale telewizyjne
- 2019: Strefa skażenia (The Hot Zone) jako dr Nancy Jaax[1]
- 2009–2016: Żona idealna (The Good Wife) jako Alicia Florrick
- 2008: Na granicy prawa (Canterbury's Law) jako Elizabeth Canterbury
- 2007: American Masters jako narrator
- 2006–2007: Rodzina Soprano (The Sopranos) jako Julianna Skiff
- 2006: Zagubiony pokój (The Lost Room) jako Jennifer Bloom
- 2004: Tajna sieć (The Grid) jako agentka NSA Maya Jackson
- 2004: Hoży doktorzy ([scrubs]) jako Neena Broderick
- 2001: Breast Health: New Hope jako narrator
- 1994–2009: Ostry dyżur (ER) jako pielęgniarka Carol Hathaway
- 1994: Philly Heat jako Anabella Larigo
- 1994: Wydział zabójstw Baltimore 3 (Homicide: Life on the Street) jako Linda
- 1993: Prawo i porządek (Law & Order) jako Ruth Mendoza
- 1993: Napisała: Morderstwo (Murder, She Wrote) jako Rachel Novaro

Producent
- 2008: Na granicy prawa (Canterbury's Law)

## Nagrody
- Złoty Glob Najlepsza aktorka w serialu dramatycznym: 2010 Żona idealna
- Nagroda Emmy
  - Najlepsza aktorka pierwszoplanowa w serialu dramatycznym: 2011 Żona idealna
  - Najlepsza aktorka drugoplanowa w serialu dramatycznym: 1995 Ostry dyżur
- Nagroda Gildii Aktorów Ekranowych
  - Najlepsza aktorka w serialu dramatycznym: 2010 Żona idealna
  - 2009 Żona idealna
  - 1999 Ostry dyżur
  - 1998 Ostry dyżur
  - Najlepsza obsada serialu dramatycznego: 1999 Ostry dyżur
  - 1998 Ostry dyżur
  - 1997 Ostry dyżur
  - 1996 Ostry dyżur